# Jason Smoots
Jason Smoots (né le 13 juillet 1980 à Gadsden (Alabama)) est un athlète américain, spécialiste du sprint.
Il a remporté la victoire à deux reprises en Coupe du monde sur le relais 4 × 100 m en 2002 et en 2006 avec un record de la Coupe de 37 s 59.
Son meilleur temps sur 100 m est de 10 s 01, réalisé à Rieti en 2006.